# Ofiara Abrahama (obraz Rembrandta)
Ofiara Abrahama – jeden z dwóch obrazów olejnych i dwóch szkiców Rembrandta, traktujący o biblijnym motywie ofiary, którą miał złożyć patriarcha Abraham ze swego syna Izaaka.

Temat obrazu został zaczerpnięty ze Starego Testamentu z Księgi Rodzaju (XXII,1,9). Historia opowiada o Abrahamie i poddaniu go próbie wiary przez Boga. Wszechmocny nakazał Abrahamowi złożyć w ofierze swego syna. W ostatniej chwili Bóg posłał anioła, by powstrzymał śmiercionośne cięcie. Zamiast Izaaka Abraham złożył w ofierze baranka, którego wskazał Pan: 

A gdy przyszli na to miejsce, które Bóg wskazał, Abraham zbudował tam ołtarz, ułożył na nim drwa i związawszy syna swego Izaaka położył go na tych drwal na ołtarzu. Potem Abraham sięgnął rękę po nóż, aby zabić swego syna. Ale wtedy Anioł Pański zawołał na niego z nieba i rzekł: „Abrahamie, Abrahamie!” A on rzekł: „Oto jestem” Anioł powiedział mu: „Nie podnoś ręki na chłopca i nie czyń mu nic złego! teraz poznałem, że boisz się Boga, bo nie odmówiłeś Mi nawet jego jedynego syna (Rdz 22:9-12)

Motyw ten był często przedstawiany przez wielu malarzy, m.in. Orazio Gentileschiego, Marca Chagalla, Davida Teniersa I czy Laurenta de La Hyre. W 1635 roku Rembrandt namalował dwa obrazy o bardzo podobnej kompozycji, różniące się jedynie postacią anioła i gestem jego lewej ręki. W późniejszych latach malarz wykonał dwa szkice, rysunki przygotowawcze do obrazów, które nigdy nie zostały namalowane. Pierwszy z nich powstał w 1645 roku i dziś można go obejrzeć w Rijksmuseum w Amsterdamie. Drugi wykonany został w 1655 roku i aktualnie znajduje się w Graphische Sammlung Albertina w Wiedniu.

## Proweniencja
Obraz, znajdujący się obecnie w Starej Pinakotece, jest uważany przez niektórych znawców malarstwa za pracę częściowo autorstwa ucznia Rembrandta – Goverta Flincka. Wskazywać na to może podpis widniejący obok daty: Rambrandt veranderten overgeschildert (Rembrandt to zmienił i przemalował). Dogłębniejsze badania obrazu, jak i prac Rembrandta z tego okresu, wykluczają taką hipotezę. W 1760 roku obraz znalazł się w zbiorach Lamberta Krahe, nadwornego malarza w Palatynacie. Później umieszczono go w Galerii Mannheim, a w XIX wieku został zakupiony przez Starą Pinakotekę.

## Opis obrazów
Dwa ukończone obrazy mistrza są przykładem wpływu, jaki wywierali na jego twórczość przedstawiciele europejskiego baroku. Widoczne jest to w przedstawieniu dynamizmu, czyli gestów połączonych z ruchem. Gra światła i gest anioła, powstrzymującego rękę trzymającą nóż, stanowi nawiązanie do obrazu włoskiego malarza Caravaggia. Biblia nie wspomina o kontakcie cielesnym anioła i Abrahama. Anioł powstrzymuje rękę, która wypuszcza bogato rzeźbiony nóż, a ten opada na ziemię. Druga ręka Abrahama spoczywa na twarzy syna, zasłaniając mu oczy. Z lewej strony znajduje się głowa baranka, prawdziwej ofiary: 

Abraham, obejrzawszy się poza siebie, spostrzegł baranka uwikłanego rogami w zaroślach. Poszedł więc, wziął barana i złożył w ofierze całopalnej zamiast swego syna (Rdz. 22:13)

 Różnica pomiędzy dwoma dziełami jest w kompozycji. Na płótnie z Ermitażu anioł nadlatuje z lewej strony. Z jego strony pada również smuga światła, rozjaśniająca starczą twarz patriarchy, całe nagie ciało Izaaka i powstrzymującą rękę anioła. W wersji monachijskiej anioł nadlatuje z prawej strony. Jak twierdzi Mannering jest to dzieło mistrza nie do końca przez niego wykonane. Wskazywać by na to miało inaczej padające światło o nieokreślonym źródle. Inną wskazówką jest odręczny napis malarza obok daty: Rembrandt veranderten overgeschildert ( Rembrandt to zmienił i przemalował). Prawdopodobnie autorem pierwotnym był jego uczeń Govert Flinck.